# نیکولا سانسونه
نیکولا دومنیکو سانسونه (ایتالیایی: Nicola Domenico Sansone؛ زاده ۱۰ سپتامبر ۱۹۹۱) بازیکن فوتبال اهل ایتالیا است.